# Lynette Griffin
Lynette Griffin (Chicago, 1905 – ...) è stata un'attrice statunitense, attiva come attrice bambina dal 1911 al 1913, conosciuta anche come Baby Lynette Griffin o, semplicemente, Baby Griffin.

## Biografia
Lynette Griffin nasce a Chicago nel 1905. Negli anni dieci, lavorò come attrice bambina per la Selig Polyscope. Nella sua carriera, durata solo due anni (dal 1911 al 1913), si contano sette pellicole. Fu la protagonista di una delle primissime versioni cinematografiche della fiaba di Andersen La piccola fiammiferaia nel film The Little Match Seller e interpretò la fata madrina in Cinderella del 1912.

## Filmografia
- Life on the Border, regia di Otis Turner - cortometraggio (1911)
- Cinderella, regia di Colin Campbell - cortometraggio (1912)
- The Little Match Seller, regia di Joseph Sullivan - cortometraggio (1912)
- When Memory Calls, regia di Frank Beal - cortometraggio (1912)
- When the Heart Calls, regia di Richard Garrick - cortometraggio (1912)
- Baby Betty, regia di Richard Garrick - cortometraggio (1912)
- Within the Hour, regia di Marshall Farnum - cortometraggio (1913)